# Делло (дворянский род)
Делло — дворянский род в Российской Империи. Герб Делло внесен в Часть 5 Сборника дипломных гербов Российского Дворянства, невнесенных в Общий Гербовник, стр. 10.
Иван Делло, статский советник, жалован 09.03.1851 дипломом на потомственное дворянское достоинство.

## Описание герба
В щите, имеющем лазуревое поле, серебряная перевязь, в ней горизонтально три один над другим чёрных молотка. В левом верхнем углу щита серебряный равноконечный крест с широкими концами, в правом нижнем серебряная геральдическая лилия.
Над щитом дворянский коронованный шлем. Нашлемник: вытянутая вверх рука натурального цвета в синей рубахе держит горизонтально чёрный молоток. Намёт: справа синий с серебром, слева чёрный с серебром.